# Callicilix
Callicilix là một chi bướm đêm thuộc phân họ Drepaninae.